# البريد المصري
الهيئة القومية للبريد أو البريد المصري هي هيئة حكومية مصرية، أنشأت سنة 1865، وهي أحد أقدم مؤسسات مصر، تمتلكها وزارة الاتصالات وتكنولوجيا المعلومات، ويبلغ عدد العملاء حوالي 20 مليون عميل، وعدد مكاتب البريد المصري في ديسمبر 2021 حوالي 4147 مكتب. ويقع مقرها الرئيسي في القرية الذكية بمحافظة الجيزة.

## التاريخ
يرجع تاريخ أول وثيقة جاء بها ذكر البريد إلى عهد الأسرة الثانية عشرة (حوالي سنة 2000 ق.م) وهي وصية من أب لولده تكشف أهمية صناعة الكتابة والمستقبل المجيد الذي ينتظر الكاتب في وظائف الحكومة. وقد قام الفراعنة بتنظيم نقل البريد خارجيا وداخليا وكانوا يستخدمون سعاة يسيرون على الأقدام يتبعون ضفتي النيل في رواحهم وغدوهم في داخل البلاد، ويسلكون إلى الخارج عبر الطرق التي تسلكها القوافل والجيوش. وفي عهد البطالمة كان البريد ينقسم إلى البريد السريع:- لنقل بريد الملك ووزيره وموظفي الدولة وكان يستخدم في نقله الجياد السريعة والبريد البطئ:- لنقل البريد بين الموظفين في داخل البلاد، وقد استمر البريد في مصر بعد الفتح الروماني بنفس النظام وإن لم يكن بالنظام الدقيق الذي وضعه البطالمة حتى فتح العرب لمصر، وفي العصر الإسلامي استخدم العرب البريد في نقل أخبار الدولة والتجسس على الولاة ونقل الأخبار إلى الخليفة وساروا على نفس النظام الذي وضعه الفرس والبطالمة من قبل، ويقال أن معاوية بن أبي سفيان أول من نظم البريد في الإسلام وكان يستخدم في نقل البريد السريع طرقاً معينة مقسمة إلى محطات متساوية لتغيير الخيول والتزود بالمؤن. أما على المستوى العربي والإفريقي كانت مصر ضمن الإدارات السباقة في الانخراط في الحركة البريدية العالمية التي بدأت بأوروبا منذ أواخر القرن التاسع عشر وأوائل القرن الماضي وهي تعد الدولة الوحيدة عربيا وأفريقيا التي اضطلعت بتنظيم المؤتمر البريدي العالمي في دورته العاشرة عام 1934.
وترجع نشأة البريد في العصر الحديث لعام 1831 حينما قامت بعض الدول الأجنبية، بناء على ما لها من امتيازات، بإنشاء مكاتب بريد في مصر قبل أن تنظم مصر بريدها وتجعله مصلحة أميرية. فأنشأت إنجلترا مكتبين أحدهما بالإسكندرية والآخر بالسويس وتم إلغاؤهما سنة 1878، وفي عام 1836 أنشأت فرنسا مكتبين أحدهما بالإسكندرية والآخر ببورسعيد وتم إلغاؤهما عام 1931، أما المكاتب النمساوية واليونانية والإيطالية والروسية فقد أنشئت كلها بالإسكندرية في سنوات 1838، 1859، 1866، 1867، وقد تم إلغاؤها كلها في أعوام 1889، 1882، 1884، 1875، على التوالي. أما مؤسسة البريد المصرية الحديثة فقد بدأت عندما قام إيطالي في الإسكندرية يدعى «كارلو ميراتى» بإنشاء إدارة بريدية على ذمته لتصدير واستلام الخطابات المتبادلة مع البلدان الأجنبية، وكان يتولى تصدير وتوزيع الرسائل نظير اجر معتدل. كما قام بنقل الرسائل بين القاهرة والإسكندرية من مكتبه الكائن بميدان القناصل الذي يدعى الآن ميدان سانت كاترين. وبعد وفاته عام 1842 خلفه ابن أخته ويدعى «تيتوكينى» الذي شعر بأهمية المشروع وأشرك معه فيه صديقه «موتسى» ونهض بالمشروع حتى وطده على أقوى الأسس وأطلق عليه اسم «البوسطة الأوروبية» (Posta Europea).
احتلت هذه البوسطة مكانه هامة وظلت تباشر نقل وتوزيع مراسلات الحكومة والأفراد، وكان الجمهور عظيم الثقة بالبوسطة الأوروبية، ولما افتتح أول خط حديدي بين الإسكندرية وكفر العيس سنة 1854 أنشأت الشركة مكاتب بريد لها في القاهرة والعطف ورشيد ثم أنشأت في سنة 1855 مكتبين في دمنهور وكفر الزيات وعندما امتد الخط الحديدي إلى كفر الزيات فالقاهرة عن طريق طنطا وبنها وبركة السبع انتهزت شركة البوسطة الأوربية هذه الفرصة واستخدمت خطوط السكة الحديد في نقل إرساليات البريد بين القاهرة والإسكندرية وبالعكس بموجب عقد لمدة خمس سنوات اعتبارا من يناير 1856 وكان هذا بمثابة امتياز باحتكار نقل البريد في الوجه البحري لأنه نص على غرامة لشركة البوسطة الأوروبية توقع على كل من يضبط متلبسا بنقل رسالة لأحد الأفراد. وقد شعر الخديوي إسماعيل بأهمية البوسطة الأوربية وقام بشرائها من «موتسى» بعد وفاة شريكه «تيتو كينى» وكان ذلك في 29 أكتوبر 1864 وقد عرضت الحكومة المصرية على «موتسى» وظيفة مدير عام البريد وفي 2 يناير 1865 نقلت ملكية البوسطة الأوربية إلى الحكومة المصرية ويعتبر هذا اليوم يوما تاريخيا للبريد المصري وعيدا للبريد كل عام. وقد ألحقت مصلحة البريد في أول أمرها بوزارة الأشغال ثم نقلت تبعيتها بعد ذلك لعدة وزارات وفي ديسمبر 1865 تم إلحاقها بديوان عام المالية.
وفي 28 سبتمبر 1867 وضعت تحت إشراف رئيس مجلس الأحكام وناظر الداخلية والمالية ثم ألحقت في 19 مايو 1875 بوزارة الحقانية والتجارة وفي 10 ديسمبر 1878 ألحقت بوزارة المالية. وقد صدرت اللائحة الخاصة بتنظيم أعمال البريد بموافقة وزارة المالية في 21 ديسمبر 1865 بأن يكون نقل الرسائل وإصدار طوابع البريد احتكارا للحكومة المصرية. وفي مارس 1867 صدر منشور لجميع مكاتب البريد بجعل «كساء العاملين» إجباريا وصار لكل موظف كسوتان إحداهما لعمله اليومي والثانية للحفلات الرسمية والتشريفات ثم أدخلت عليه تعديلات فيما بعد شملت النوع والطراز. وفي عام 1919 صدر القانون رقم 7 بإنشاء وزارة المواصلات التي تشمل السكك الحديدية والتلغرافات والتليفونات ومصلحة البريد ومصلحة الموانئ والطرق والنقل الجوي. وفي عام 1931 صدر قانون شامل تناول جميع رسوم نقل البريد، وقد تم في هذا العام نقل مقر إدارة البريد من الإسكندرية إلى القاهرة واستقرت بمبناها الحالي بميدان العتبة. كانت المكاتب في أول عهدها تقوم بالإضافة إلى أعمال البريد ببيع طوابع الملح والصودا التي ألغيت سنة 1899 وتذاكر الحجاج وتذاكر السفر والبواخر وسندات الدين وقسائم السندات وورق الدمغة وكذلك أشغال التلغراف والتليفون نظير أجر يدفع لمصلحة التليفونات. وفي عام 1934 تم عقد المؤتمر العاشر لاتحاد البريد العالمي بالقاهرة وهو يوافق الذكرى رقم 70 لإنشاء مصلحة البريد المصرية، وعلى أثر قيام ثورة يوليو 1952 تم تخصيص ميزانية مستقلة لمصلحة البريد وصار لها الحق في توجيه فائض إيراداتها في أعمال تحسين الخدمة البريدية والنهوض بها.
وفي عام 1957 صدر قرار رئيس الجمهورية رقم 710 بإنشاء هيئة البريد المصرية لكي تحل محل مصلحة البريد. وفي عام 1959 تم إدخال نظام الخدمات الأهلية (مكاتب بريد أهلية - وكالات بريدية). وفي عام 1961 تم إنشاء أول مدرسة ثانوية للبريد بقرار من رئيس الجمهورية. وفي عام 1965 تم إنشاء المعهد العالي للشئون البريدية الذي انضم فيما بعد إلى كلية التجارة بجامعة حلوان عام 1975. وفي عام 1966 صدر قرار رئيس الجمهورية بإنشاء الهيئة العامة للبريد لكي تحل محل هيئة البريد؛ وفي عام 1970 صدر القانون رقم 16 بنظام البريد المصري، وفي عام 1982 صدر القانون رقم 19 بإنشاء الهيئة القومية للبريد لكي تحل محل الهيئة العامة للبريد وتتبع وزارة المواصلات.

## الشركات التابعة
تضم هيئة البريد ثلاثة شركات تابعة هي:
- شركة البريد للتوزيع.
- شركة البريد للاستثمار.[4]
- شركة البريد للنظم (ويفز).

## معرض الصور

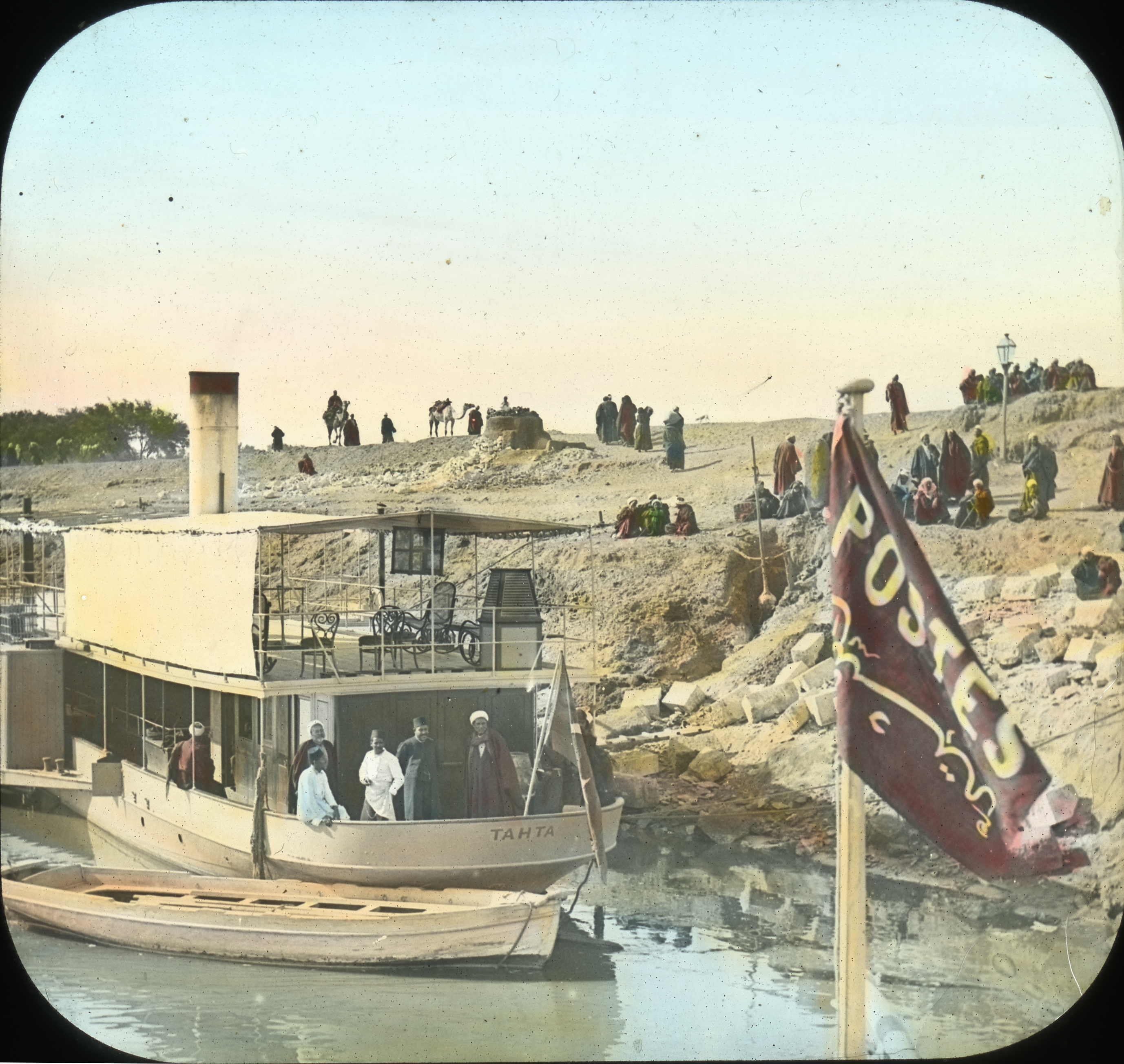
مركب البريد بمدينة جرجا
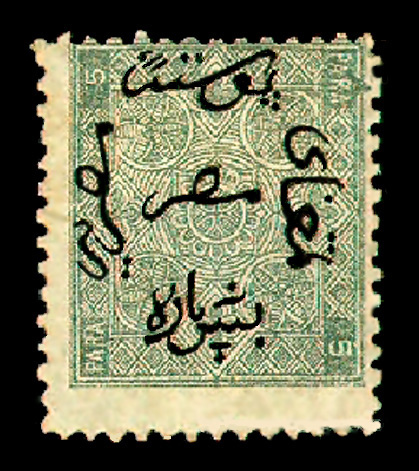
طابع بريد سنة 1866
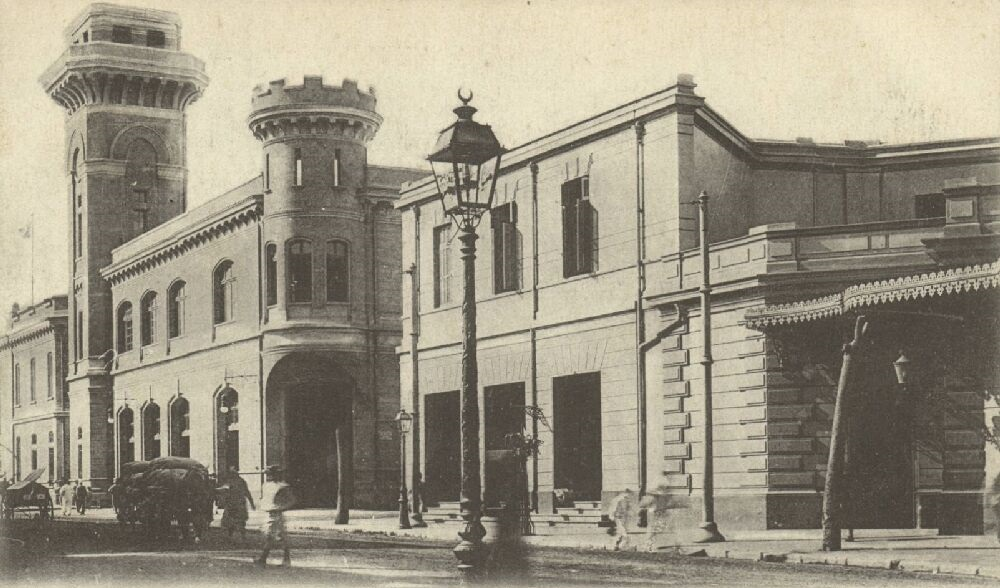
مقر البريد بالعتبة سنة 1890
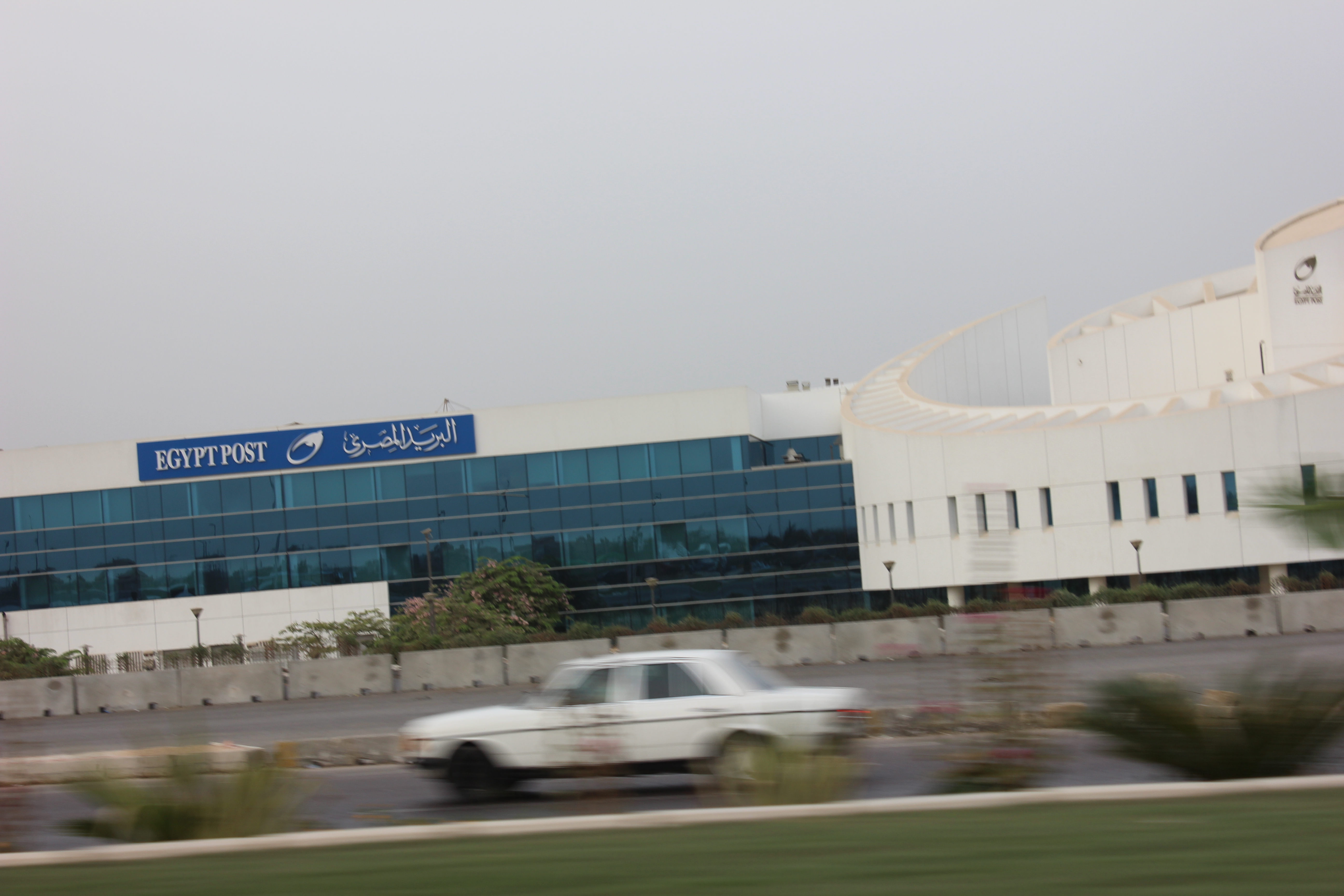
مبنى البريد المصري في القرية الذكية
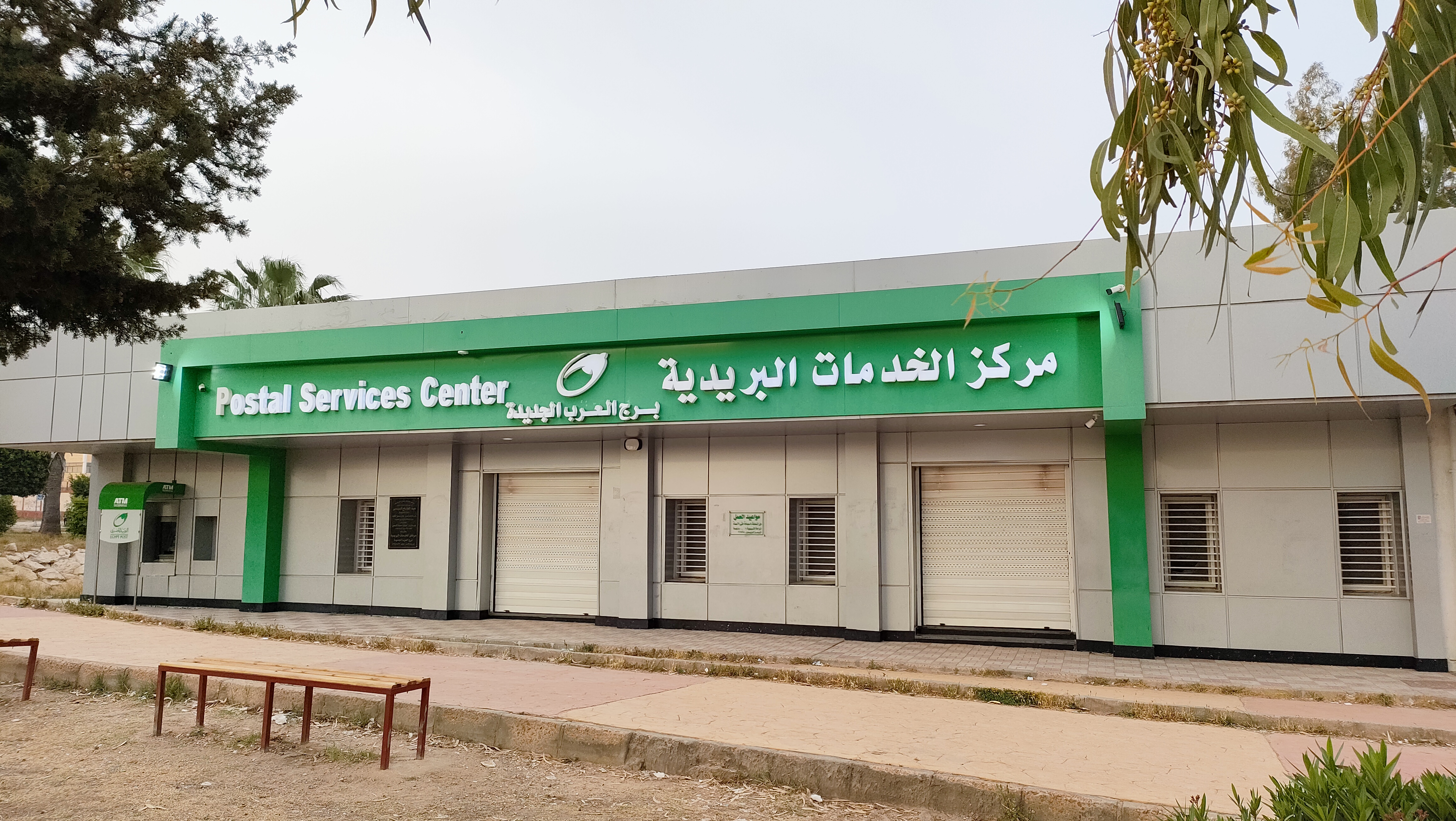
مركز الخدمات البريدية بمدينة برج العرب الجديدة
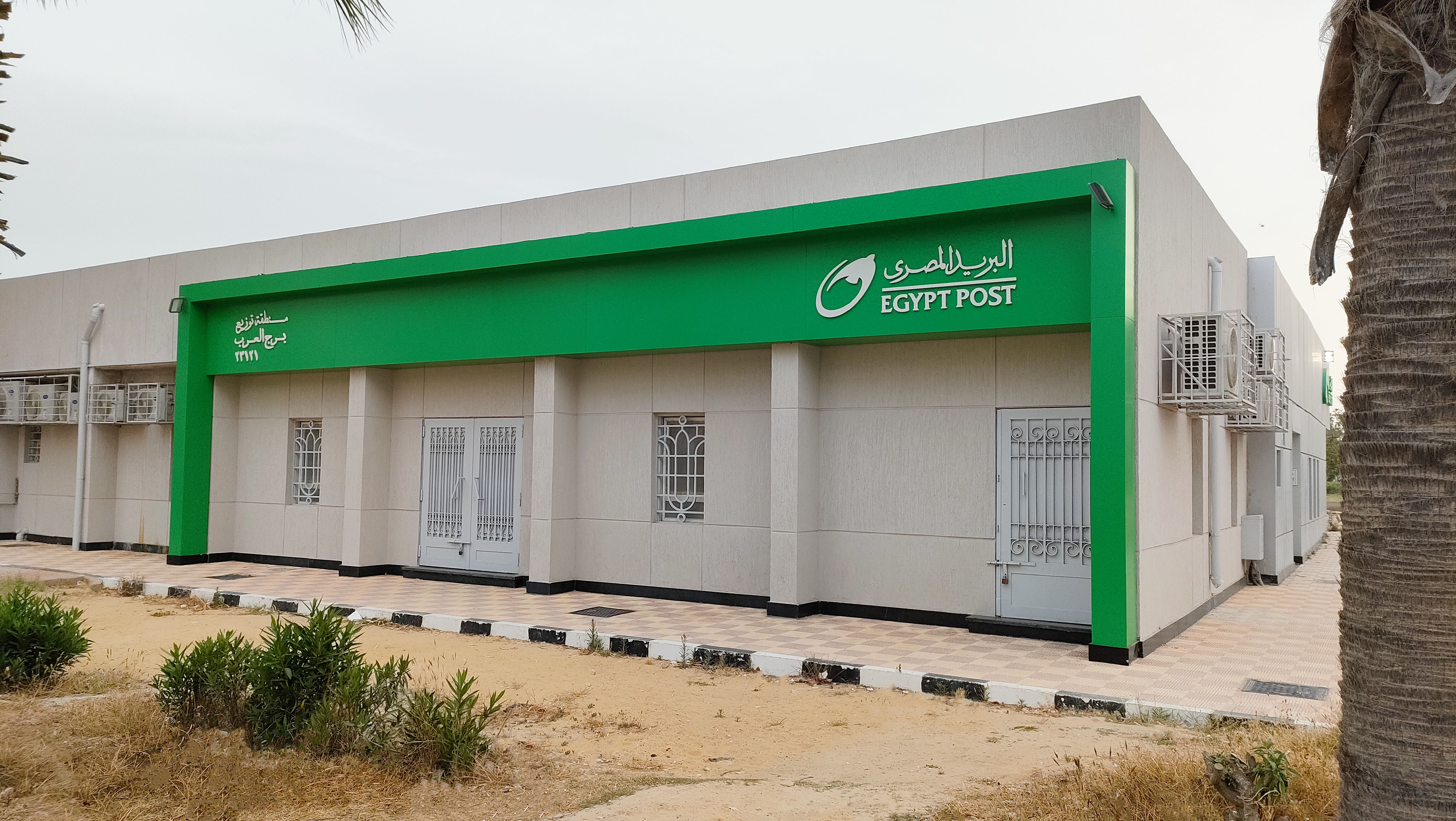
منطقة توزيع برج العرب
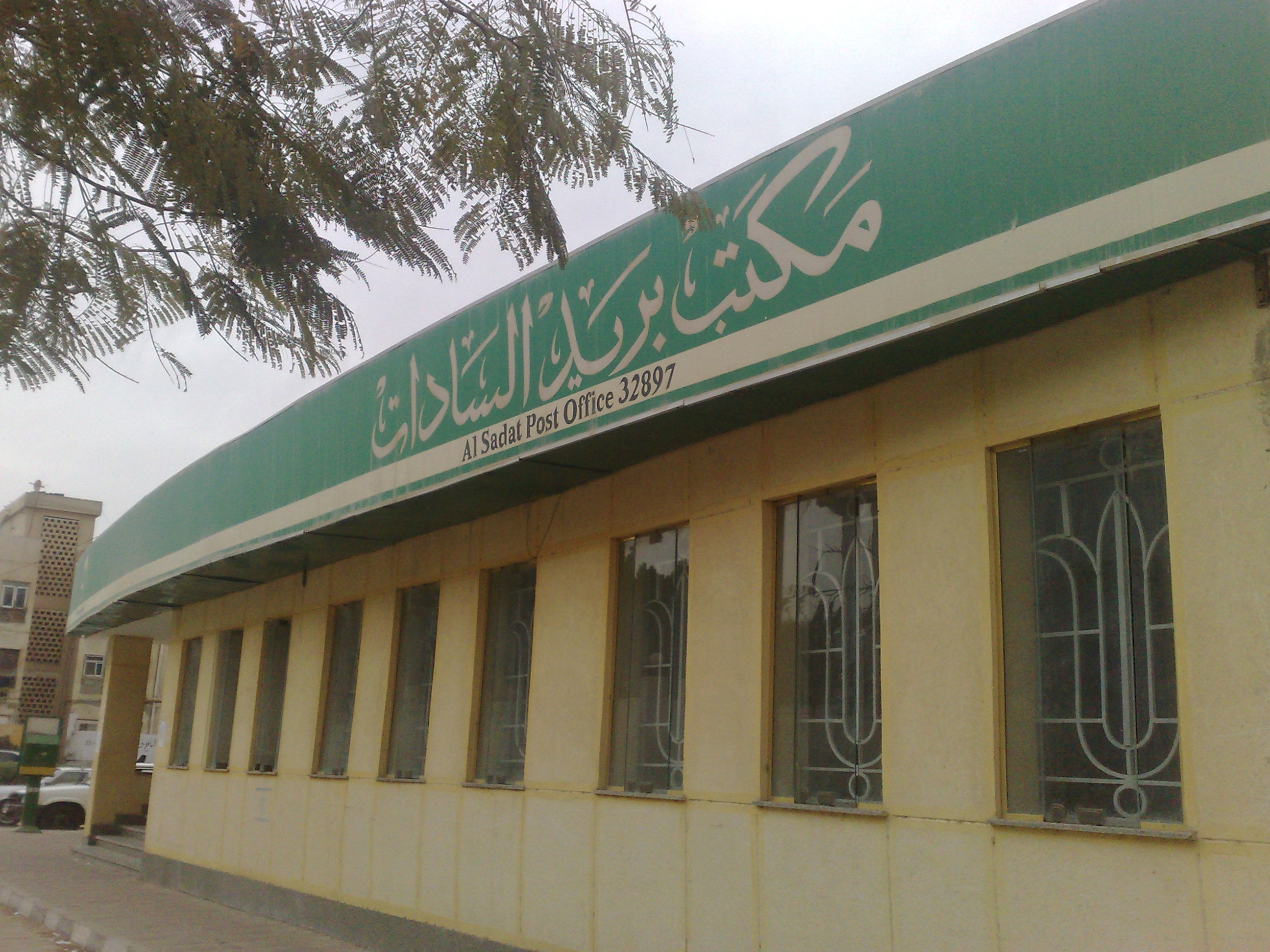
مكتب بريد في مدينة السادات
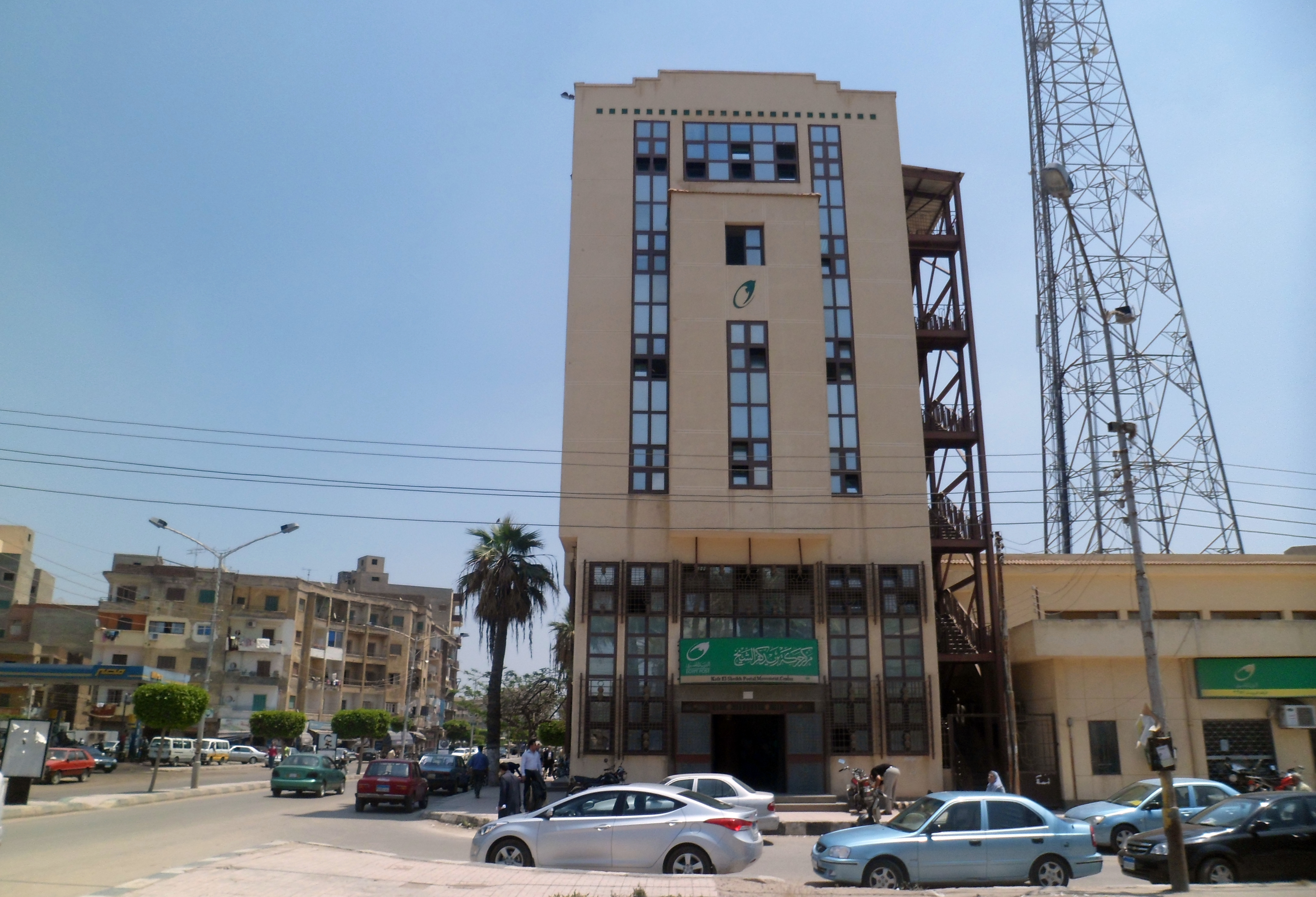
مبنى مركز حركة بريد كفر الشيخ بمدينة كفر الشيخ

## وصلات خارجية
- الموقع الرسمي